# Grupo A

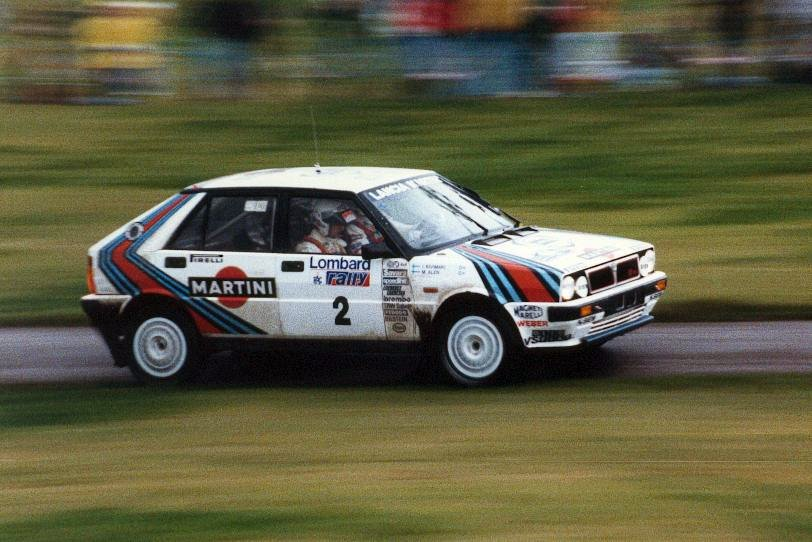
Lancia Delta HF 4WD, unos de los vehículos del Grupo A con más éxito en el mundial de rally.

El Grupo A son una serie de regulaciones para vehículos derivados de la producción en serie, para su adaptación en competiciones deportivas. En contraste con el Grupo B y el Grupo C, el grupo A se dirige a vehículos limitados en potencia, peso, tecnología permitida y costo total. Su meta es permitir la mayor participación posible de equipos privados en las competiciones automovilísticas. Fue introducido por la FIA en 1982, para reemplazar al saliente Grupo 2 como "automóviles de turismo modificados", mientras el Grupo N reemplazaría al Grupo 1 como "automóviles de turismo estándar".

## Homologación
Para que un vehículo sea homologado como Grupo A, deben producirse un mínimo de 2500 unidades del modelo deseado en un año, de 25.000 del modelo principal (por ejemplo: se deben construir 25.000 unidades del Subaru Impreza y 2500 del Subaru Impreza WRX). Hasta 1997, el requisito era un mínimo de 5.000 en un año, sin depender de la producción del modelo principal, pero la FIA permitió que los modelos "Evolution" se homologaran con un mínimo de 500 unidades. Las reglas también requerían que algunos de los paneles interiores no se cambiaran.
Sin embargo, no todos los constructores vendieron las 500 unidades fabricadas, sino que modificaron la mayoría de ellos o los cambiaron para participar en otras competiciones o los vendieron para que otros equipos usaran sus partes. Un ejemplo de esto ocurrió con Volvo en 1985, después de haber producido las 500 unidades del Volvo 240 Turbo Evo, quitó las modificaciones en 477 de ellos y las vendió como 240 Turbo de calle. Como resultado, después de que FISA falló en su intento de compra de un modelo "Evolution" en algún país europeo, fueron forzados a revelar los nombres de los dueños de los 500 modelos "Evolution" para permitirles su participación en las competencias. El otro ejemplo es Ford, que después de vender la totalidad de sus Ford Sierra RS500, descubrieron en las reglas de competencia que, en lugar de usar sus modelos Sierra Cosworth o Sierra RS500, podrían haber usado la base del Sierra estándar de tres puertas (el cual ya no producía) e instalar las modificaciones "Evolution".

## Automóviles de turismo

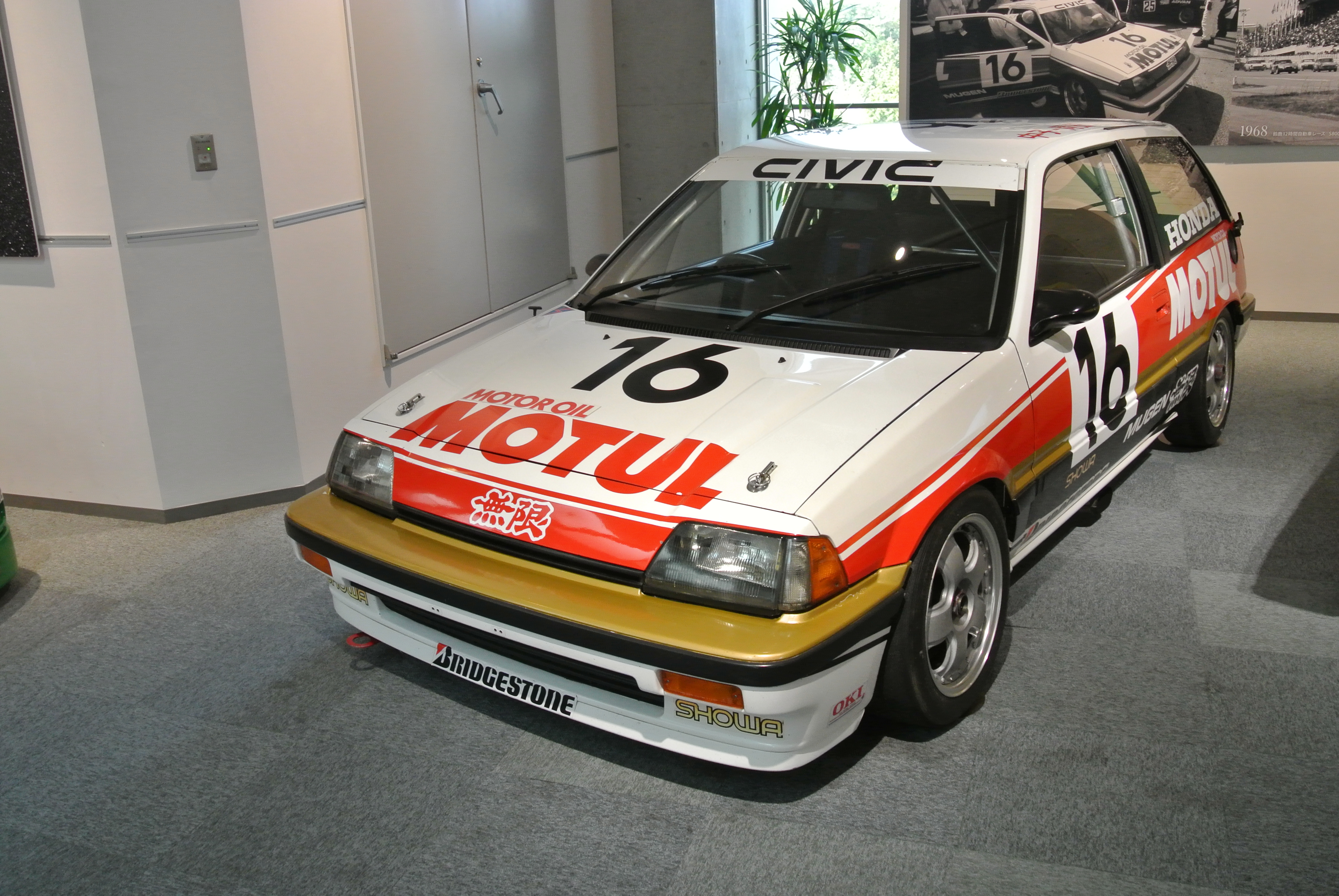
Honda Civic del Grupo A de turismo.

Para las competencias de automóviles de turismo, se utilizaron modelos como el Ford Sierra Cosworth y el Nissan Skyline GT-R. El Grupo A consistió de tres categorías, llamadas División 1, 2 y 3, para automóviles con motores de menos de 1.6 litros de cilindrada, de entre 1.6 y 2.5 litros, y de más de 2.5 litros respectivamente. Estos automóviles competían con diseño exterior estándar, ya que a los constructores se les pedía la producción de autos de calle más rápidos, que fueran competitivos en las pistas. La elección de llantas dependía del tamaño del motor del auto. 
El Grupo A dejó de ser usado en competencias en 1994, cuando el Deutsche Tourenwagen Meisterschaft (DTM) cambió a una fórmula Clase 1 de 2.5 litros, y Japón adoptó la homologación Superturismo del Campeonato Británico de Turismos. Muchos de los Skyline fueron modificados para participar en el Campeonato Japonés de Gran Turismos y enfrentarse con los Grupo C. Las carreras de montaña en Europa todavía usan las especificaciones Grupo A.

### Subdivisión en clases
El grupo A se subdivide en 4 clases sobre la base de la capacidad del motor.
| Clase | Capacidad Motor (Cm³) |
| ----- | --------------------- |
| A5    | 1400 cc o menos       |
| A6    | 1401 - 1600 cc        |
| A7    | 1601 - 2000 cc        |
| A8    | más de 2000 cc        |

## Rally

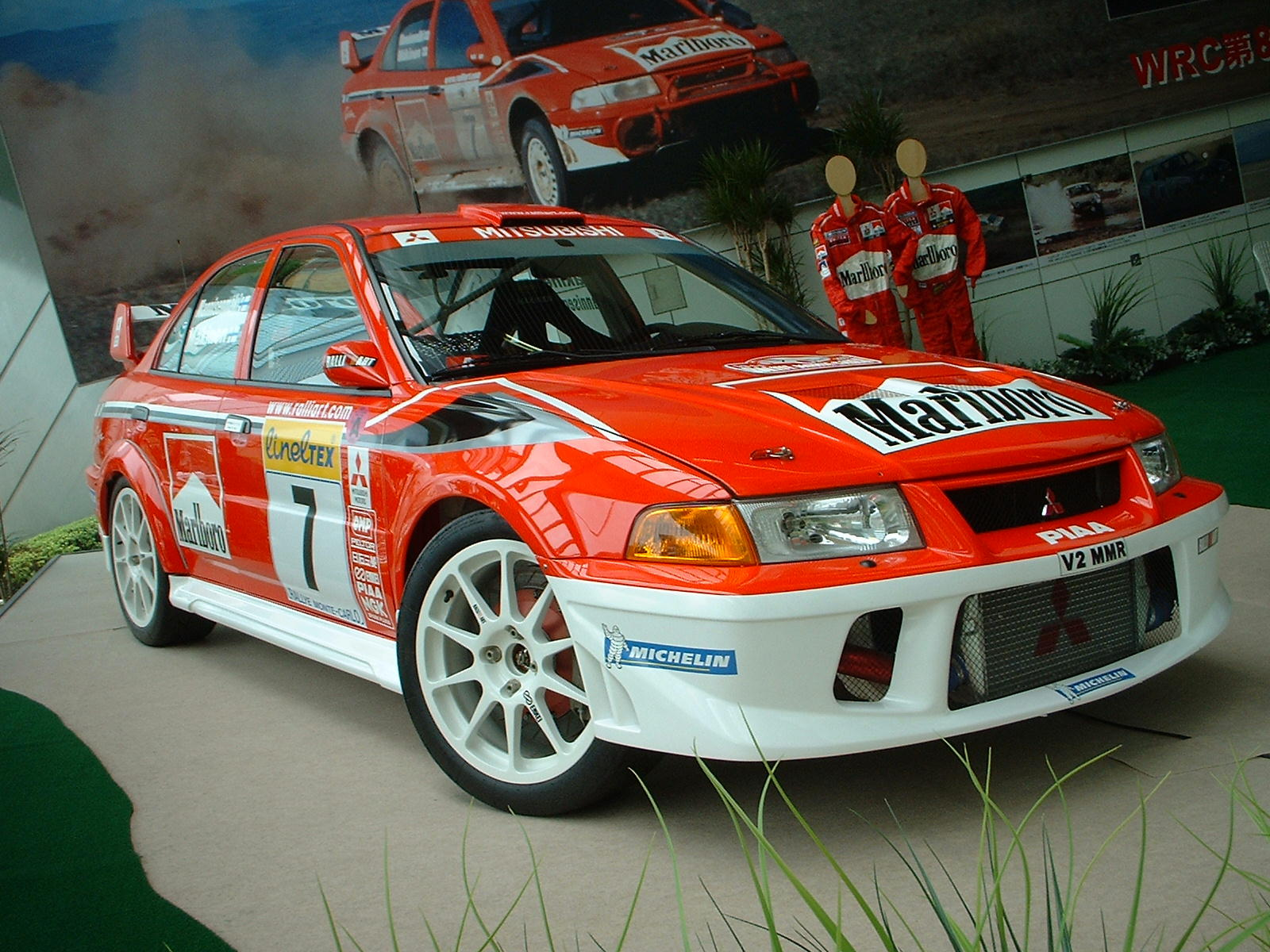
Mitsubishi Lancer Evolution VI, de Tommi Mäkinen.

Bajo el Grupo A en el Campeonato Mundial de Rally, se utilizan automóviles de producción modificados, a menudo basados en versiones con turbo y de tracción a las cuatro ruedas de automóviles del segmento C o cupés, como los Lancia Delta, Toyota Celica GT-Four, Subaru Impreza WRX y Mitsubishi Lancer Evolution. Para ser homologados, los fabricantes debían producir 5.000 unidades en todo el mundo; en 1994, el número fue reducido a 2500. Los automóviles se modifican después para darles mayor potencia y Par motor, y son equipados con suspensiones y llantas específicas para las condiciones del rally, el cual tiene lugar en caminos de diversas superficies. 
El Grupo A todavía se usa como base para la mayor cantidad de competiciones de rally alrededor del mundo, pero los autos más competitivos son prototipos de producción limitada, conocidos como World Rally Car, Super 1600 y Super 2000. El último automóvil del Mundial de Rally en usar la homologación del Grupo A fue el Mitsubishi Lancer Evo VI.

### Especificaciones del Grupo A
- Dentro del grupo A existen varias especificaciones, con pequeñas variantes, entre las que destacan los World Rally Car y los S2000, los más usados en la actualidad.

| Clase | Categoría          | Cilindrada  | Peso mínimo | Turbo | Tracción  | Potencia        |
| ----- | ------------------ | ----------- | ----------- | ----- | --------- | --------------- |
| A5    |                    | hasta 1.4cc |             |       |           |                 |
| A6    | S1600 F3           | 1.4 a 1.6cc |             | No    | Delantera | 230cv 200-210cv |
| A7    | F2                 | 1.6 a 2.0cc |             | No    | Delantera |                 |
| A8    | Kit Car            | 2.0cc       |             | No    | Delantera | 280cv           |
| A8    | S2000              | 2.0cc       | 1.150kg     | No    | Total     | 280cv           |
| A8    | Regional Rally Car | 1.6 cc      |             | Si    | Total     |                 |
| A8    | World Rally Car    | 2.0cc/1.6cc | 1.230kg     | Si    | Total     | 300cv           |

## Series que usaron la fórmula de Grupo A
- Campeonato Australiano de Turismos (1984-1992)
- Campeonato Británico de Turismos (1983-1990)
- Campeonato Europeo de Turismos (1982-1988)
- Campeonato Japonés de Turismos (1985-1993)
- Campeonato Mundial de Rally (1987-1996)
- Campeonato Mundial de Turismos (1987)
- Deutsche Tourenwagen Meisterschaft (1984-1992)

## Automóviles
| - Abarth Grande Punto S2000 - Alfa Romeo 33 - Alfa Romeo 75 - Alfa Romeo Alfasud - Alfa Romeo Alfetta GTV/6 - Audi Coupé GT5E - Audi 80 GLE - Austin Metro - BMW Serie 5 E28 - BMW 635 CSi - BMW 323i - BMW M3 E30 - Citroën AX - Citroën ZX - Fiat Uno - Fiat Punto S1600 - Ford Capri - Ford Escort RS 1600i, RS Turbo y RS Cosworth - Ford Falcon XE - Ford Mustang - Ford Sierra RS Cosworth, RS500, XR4Ti y XR4i - Holden Commodore VN, VL y VK - Holden Gemini - Honda Civic - Jaguar XJS - Lancia Delta (grupo A) - Maserati Biturbo - Mazda 323 GTX y GT-R | - Mazda 929 - Mazda RX-7 SA22 - Mercedes-Benz 190E 2.3-16 - Mitsubishi Galant VR-4 - Mitsubishi Lancer Evolution I - VI - Mitsubishi Starion - Nissan Gazelle - Nissan Pulsar EN13 - Nissan Skyline RS-X. GTS-R y GT-R R32 - Opel Ascona - Opel Monza 3.0E - Peugeot 205 - Peugeot 306 - Rover SD1 3500/Vitesse - Subaru Impreza WRX STi y WRX - Subaru Legacy - Subaru Vivio - Seat León Cupra R - Talbot Sunbeam TI - Toyota Celica ST162, GT-Four ST165, ST185 y ST205 - Toyota Corolla FX AE82, Levin AE86, Levin AE92 y Levin AE101 - Toyota Supra Turbo-A - Vauxhall Astra GTE/Opel Kadett GSi - Volvo 240 Turbo - Volvo 360 - Volkswagen Golf GTI - Volkswagen Scirocco |  |